# 19137 Копіапо
19137 Копіапо (19137 Copiapó) — астероїд головного поясу, відкритий 4 лютого 1989 року.
Тіссеранів параметр щодо Юпітера — 3,408.
Названо на честь Копіапо (ісп. Copiapó) — міста в Чилі.